# Samuel Willenberg
Samuel Willenberg, au nom de guerre Igo, né le 16 février 1923 à Częstochowa, en Pologne, et mort le 19 février 2016 à Tel Aviv-Jaffa, en Israël, est un combattant volontaire de l'armée polonaise pendant la campagne de Pologne de 1939, puis détenu en tant que Juif au camp d'extermination de Treblinka, participant de la révolte et évadé à la suite de celle-ci. Il est ensuite membre de la résistance contre l'occupation nazie et, après la guerre, officier de l'armée polonaise. Émigré en Israël, il devient ingénieur topographe et, une fois retraité, artiste plastique. Étant le dernier survivant du camp de Treblinka, il est actif dans la diffusion des connaissances sur la Shoah.

## Biographie

### Avant sa déportation
Perec Willenberg, le père de Samuel est peintre et enseignant dans un lycée juif de Częstochowa. Entre autres, il décore des synagogues. La mère de Samuel, Maniefa, née Popow, est Russe orthodoxe mais convertie au judaïsme avant son mariage. La famille a deux filles aussi, Ita et Tamara.
Le 1er septembre 1939, quand l'Allemagne nazie attaque la Pologne, Samuel a 16 ans et passe ses vacances à Radość (en), près de Varsovie, avec sa mère et ses sœurs. Le 6 septembre, il part vers l'est, en direction de Lublin et en chemin, il rejoint l'armée polonaise comme volontaire. Il est grièvement blessé dans un combat avec une unité de l'Armée rouge. Il reste pendant trois mois dans un hôpital de campagne, puis il retourne à Radość. Au début de 1940, la famille vit à Opatów. Samuel aide sa famille en vendant des peintures de son père à des paysans, ensuite en travaillant pendant quelques mois dans une aciérie de Starachowice.
En 1942, la famille obtient de faux documents et s'établit de nouveau à Częstochowa, mais les deux sœurs sont dénoncées comme Juives par un voisin, et les Allemands les emmènent dans un endroit inconnu par la famille. Leur mère part à leur recherche et Samuel retourne à Opatów, où il se retrouve dans le ghetto désigné par les occupants pour les Juifs. Le 20 octobre, lors de la liquidation de ce ghetto, il est parmi les 6 500 déportés au camp d'extermination de Treblinka,. Samuel a alors 19 ans.

### À Treblinka
Quand le train de marchandises transportant les déportés arrive au camp, Willenberg porte l'une des salopettes tachées de son père. Il a la chance d'être conseillé par un détenu qui travaille sur la rampe de la voie ferrée où sont arrêtés le wagons. Celui-ci lui dit de se déclarer maçon quand les SS demanderont aux déportés ouvriers qualifiés de se présenter. Il devient ainsi détenu travailleur, entrant dans la catégorie de ceux laissés provisoirement en vie pour effectuer les travaux nécessaires dans le camp. Tous ceux dont les SS n'ont pas besoin sont tués dans des chambres à gaz aussitôt après être amenés,.
Willenberg est inclus dans l'équipe utilisée à trier les affaires prises aux déportés avant leur extermination. Un jour, il reconnaît parmi celles qu'il trie, des vêtements de ses sœurs. Ultérieurement, il travaille dans une équipe escortée dans le bois près du camp pour couper des branches de pin, et camoufler avec celles-ci les clôtures de barbelées du camp, en remplaçant continuellement les branches sèches.
Les détenus travailleurs vivent dans la terreur. Ils sont punis pour les motifs et sous les prétextes les plus divers. Une fois, Willenberg aussi est puni de 25 coups de courroie, et les blessures de son dos s'infectent. Par chance, lui, il guérit, à la différence d'autres, qui ne sont plus capables de travailler après leur punition et sont tués, tout comme ceux qui sont trop faibles ou trop malades. Comme les autres détenus travailleurs, Willenberg sait qu'eux aussi sont destinés à l'extermination. Ce qu'ils ne savent pas, c'est jusqu'à quand ils seront laissés en vie.
En février-mars 1943, des événements qui signalent la future, peut-être proche défaite de l'Allemagne font croire aux détenus que, de ce fait, leur fin aussi est proche. Pour essayer d'échapper à l'extermination, quelques détenus de l'élite de ceux-ci (un médecin de l'infirmerie des SS, des chefs de certains groupes faisant partie d'équipes de travail, un kapo, etc.) forment un comité qui arrive à la conclusion qu'au moins une partie des détenus ont des chances de survivre si seulement ils organisent une révolte suivie de l'évasion de tous les détenus,. Le comité implique dans la conspiration quelques 60 détenus qu'il trouve dignes de confiance. Parmi eux il y a Willenberg, l'un de ceux, peu nombreux, qui ont un minimum d'expérience militaire. Il participe, entre autres, à l'activité visant à procurer de l'argent. Une fois, il transmet au chef du comité une somme subtilisée au péril de leur vie par les Goldjuden (Juifs chargés de l'or), ceux utilisés au tri de l'argent et des objets de valeur pris au déportés. Cet argent est destiné à l'achat d'armes à l'extérieur du camp, ce qui, d'ailleurs, ne réussit qu'en très petite mesure,,.
Les détenus se révoltent le 2 août 1943. Conformément au plan élaboré par les conspirateurs, les révoltés réussissent, avant de déclencher la révolte, à sortir des armes, des munitions et des grenades de l'arsenal du camp, mais cette action est interrompue par un événement imprévu, et ils ne peuvent en sortir assez. Puis, à cause d'un autre événement inattendu, le plan ne peut plus être suivi et c'est le chaos. Toutefois, les révoltés réussissent à mettre le feu à une grande partie du camp, mais ne peuvent répondre qu'avec trop peu de tirs au feu nourri des armes beaucoup plus nombreuses des gardiens. Comme il l'affirmera dans ses mémoires, Willenberg prend l'arme des mains d'un camarade qui hésite à tirer, et c'est lui qui fait taire la mitrailleuse d'un mirador. Après s'être enfui du camp, il constate qu'il est blessé à une jambe.
Beaucoup de détenus sont tués au cours de la révolte ou lorsqu'ils tentent de sortir du camp, mais 350 à 400 réussissent à s'évader. À la suite de la chasse organisée par les Allemands pour les liquider, seuls 77 survivront à la guerre,.

### Après l'évasion
Willenberg n'est pas repris, étant aidé par quelques Polonais chrétiens et grâce à l'argent qu'il s'est procuré au péril de sa vie en le trouvant caché par couture lorsqu'il triait des vêtements pris aux déportés. Il réussit à retrouver son père qui se cache à Varsovie avec de faux papiers. Il s'implique dans le mouvement de résistance, entre autres en contribuant à l'action de procurer des armes. Il a de faux document au nom d'Ignacy Popow, dont son nom de guerre Igo. Il participe à l'insurrection de Varsovie dès son déclenchement le 1er août 1944. Après la défaite de celle-ci, il se réfugie en province et continue à combattre dans une unité de partisans,.

### Après la guerre
Une fois la guerre finie, Willenberg participe à la recherche d'enfants juifs confiés à des Polonais chrétiens au cours de l'occupation, et il organise des cours d'autodéfense pour des jeunes juifs. Ensuite, il s'engage dans l'armée et suit une formation d'officier. Il devient commandant d'un aérodrome de Tomaszów Mazowiecki, près de Łódź. Il atteint le grade de lieutenant, mais il quitte l'armée en 1946. En 1948, il épouse Ada Willenberg (en), née Lubelczyk, ancienne évadée de ghetto de Varsovie, puis emmenée avec de faux papiers de Polonaise chrétienne au travail obligatoire en Allemagne. En 1950, les époux et la mère de Willenberg émigrent en Israël,.
En Israël, Willenberg fait des études d'ingénierie topographique et pratique cette profession pendant une quarantaine d'années, devenant topographe en chef au Ministère de la Construction et du Logement. En 1960, naît sa fille Orit qui deviendra architecte.

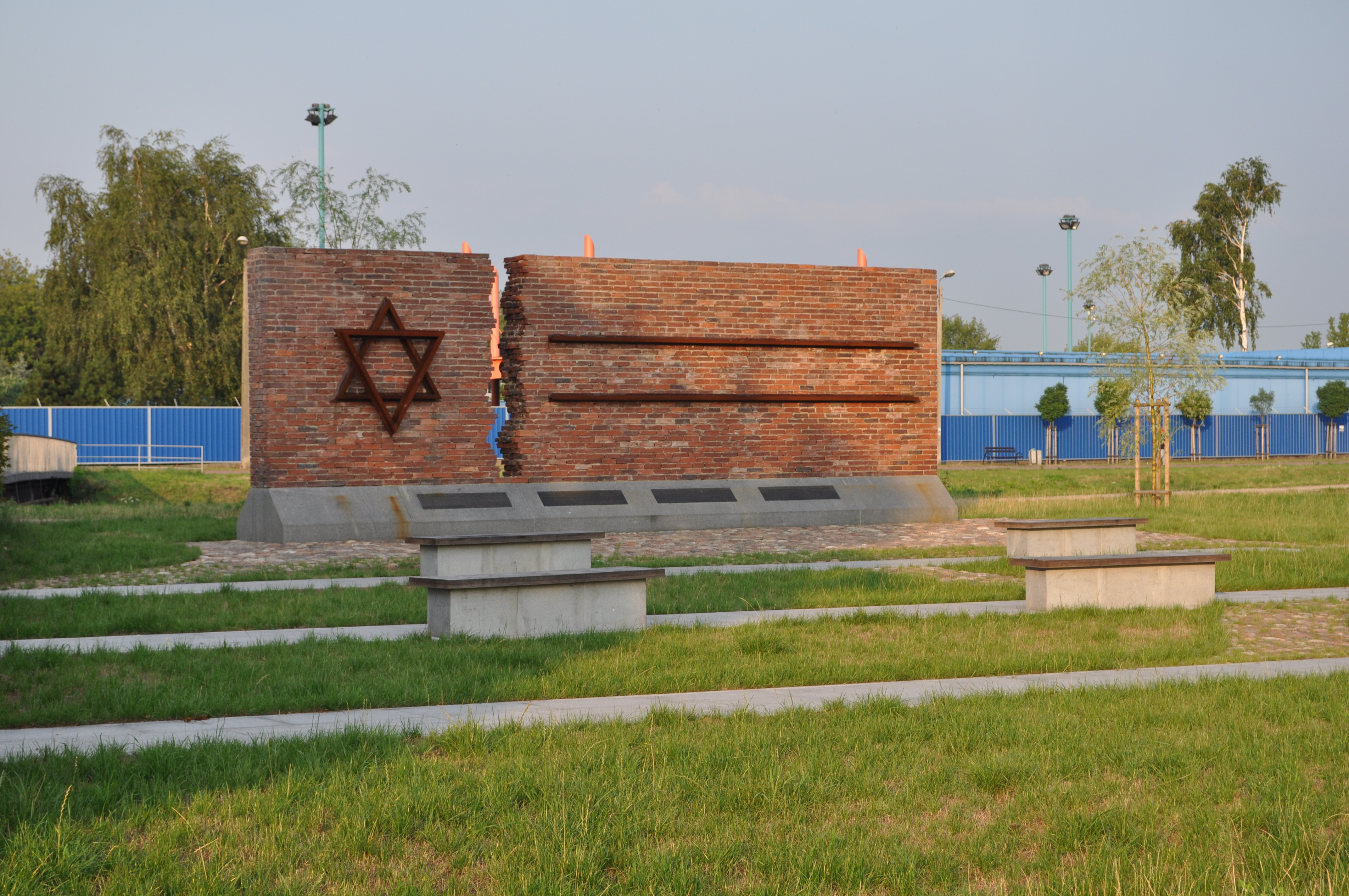
Monument des victimes du ghetto de Częstochowa, d'après le projet de Samuel Willenberg.

Une fois retraité, en 1993, il suit des cours d'art plastique à une université du temps libre et commence à créer surtout de petites sculptures inspirées de son passé de déporté. Ses œuvres sont présentées dans des expositions à Hambourg et à Berlin, puis, en 2003, à Varsovie et à Częstochowa. En 2009, il est l'auteur du projet du monument des victimes du ghetto de Częstochowa.
Willenberg tient constamment à témoigner sur son expérience du temps de la Shoah. Dès 1945, il rédige une première variante de ses mémoires, enregistrée officiellement en tant que témoignage, qui n'est pas publiée, et dont le tapuscrit se trouve à l'Institut d'histoire juive de Varsovie. À partir de 1983, il participe à plus de trente visites de jeunes israéliens au Musée de Treblinka (en), en faisant des présentations y compris à l'aide de ses propres dessins.

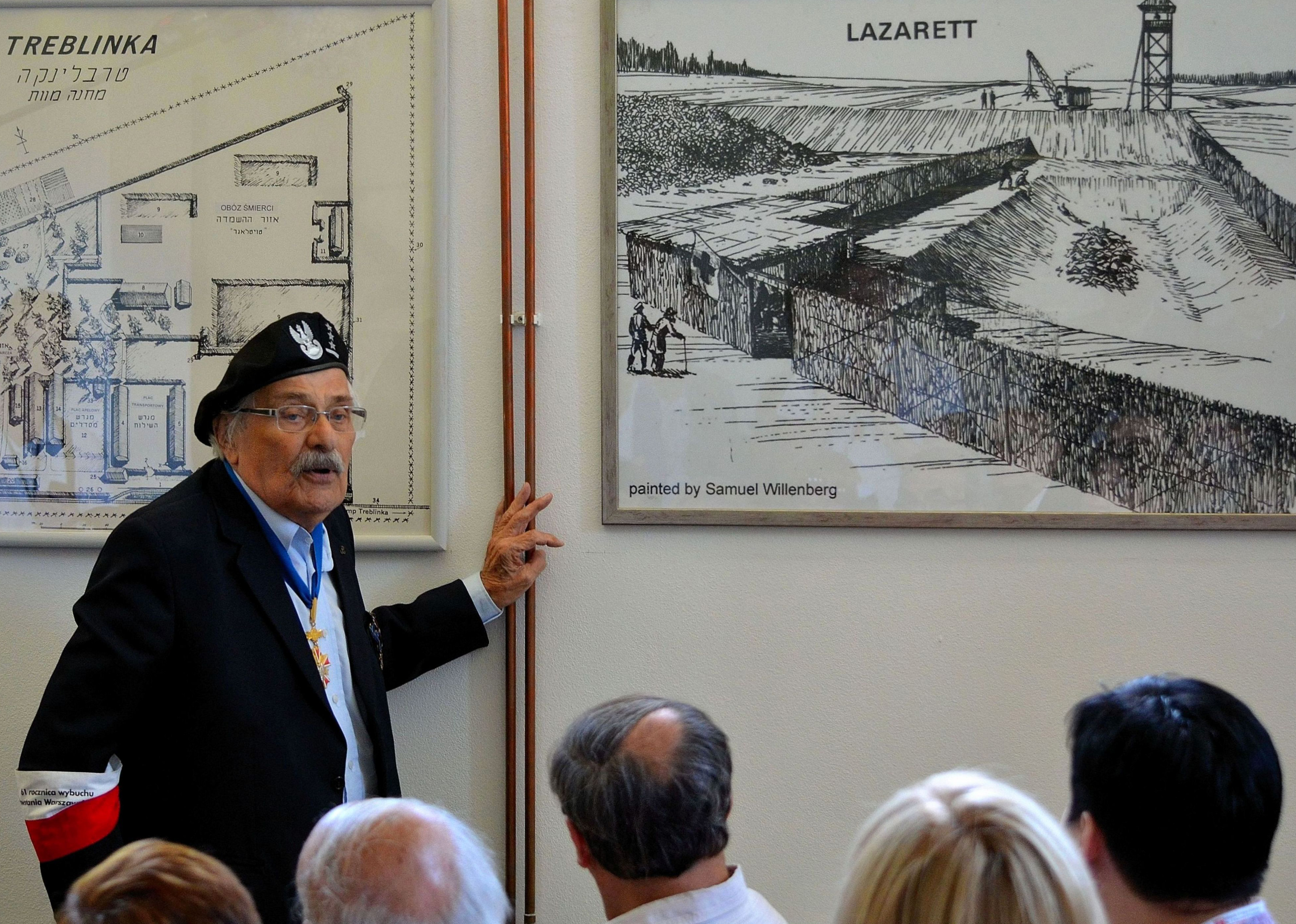
Samuel Willenberg en 2013 présentant le camp de Treblinka à l'aide de dessins qu'il a réalisés.

Ses mémoires sont publiés d'abord en hébreu, en 1986, puis en anglais (1989), en polonais (1991), en français et en d'autres langues.

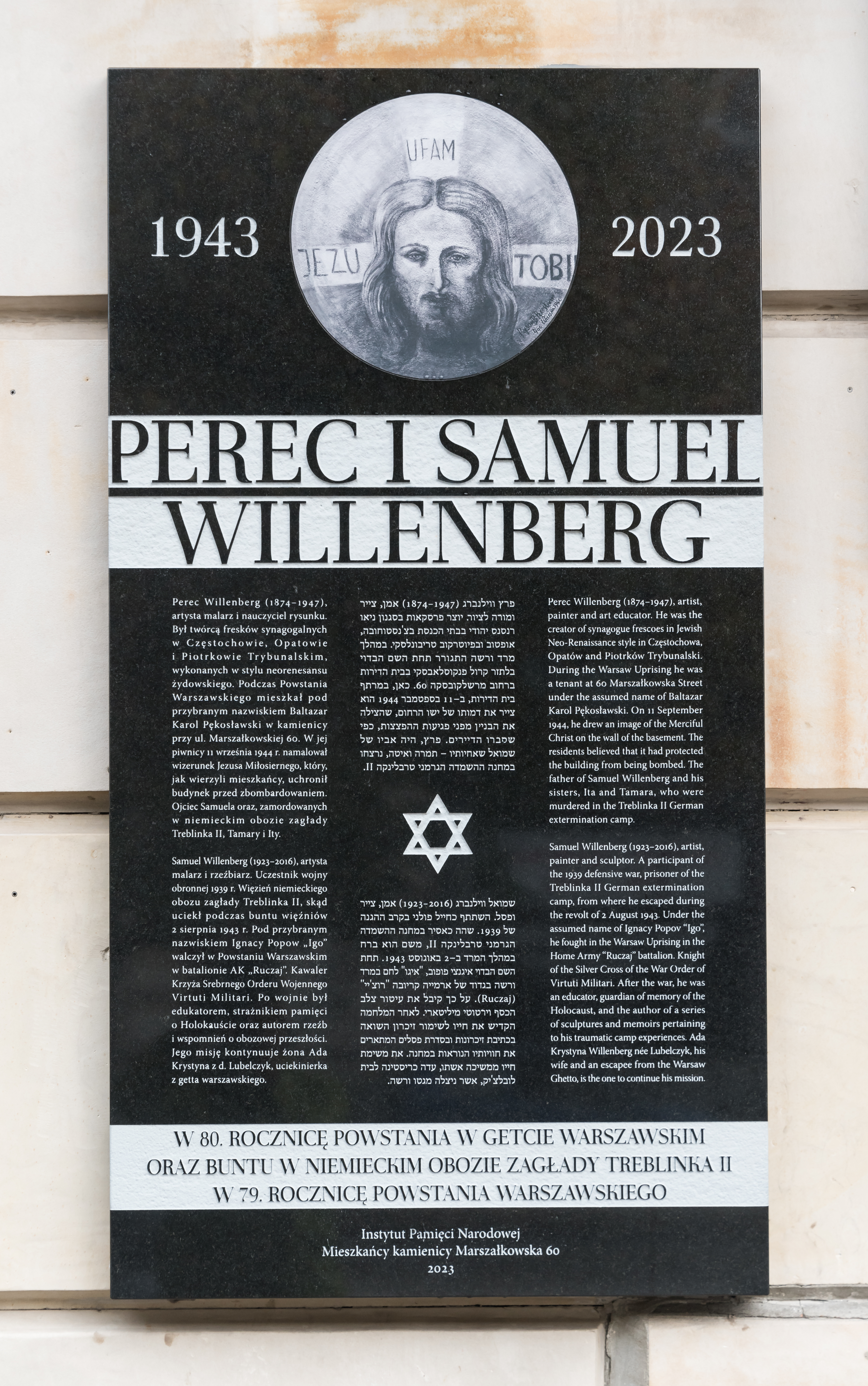
Plaque commémorative en l'honneur de Perec Willenberg et son fils Samuel, placée în 2023 sur la façade du bâtiment de Varsovie où a habité le père.

En 1994, on rend à Willenberg la nationalité polonaise perdue en 1950 à cause de son émigration.
Il existe huit films documentaires avec la participation de Willenberg, dont :
- 2002 – le film polonais Ostatni świadek (Le dernier témoin), auquel participe également son camarade Kalman Taigman[34] ;
- 2002 – le film uruguayen A pesar de Treblinka (En dépit de Treblinka), avec Willenberg, Taigman et leur camarade Chil Rajchman[35] ;
- 2012 – le film de la BBC diffusé avec le titre Death Camp Treblinka: Survivor Stories (Le camp de la mort de Treblinka. Récits de témoins) au Royaume-Uni, et Treblinka's Last Witness (Le dernier témoin de Treblinka) aux États Unis d'Amérique, réalisé au Musée de Treblinka, à Varsovie en Israël, ici avec Taigman également[36].

Samuel Willenberg meurt le 19 février 2016 à l’âge de 93 ans. Il était le dernier survivant de la révolte du camp d’extermination nazi de Treblinka.

## Distinctions
Willenberg est honoré avec plusieurs décorations :
- Croix d'argent de l'ordre militaire de Virtuti Militari ;
- Commandeur de l'ordre Polonia Restituta ;
- Commandeur de l'ordre du Mérite de la République de Pologne ;
- Croix de la Valeur (deux fois) ;
- Croix d'or du Mérite avec des Épées (en) ;
- Croix de l'Insurrection de Varsovie (en) ;
- Médaille d'or de l'armée polonaise.